# Неа Филики Етерия
Неа Филики Етерия (на гръцки: Νέα Φιλική Εταιρεία) е гръцка революционна организация.

## История
Създадена е в 1867 година под името Национален комитет (Εθνική Επιτροπή) в манастира „Света Троица“ край Писодер от Анастасиос Пихеон, учител от Охрид, Николаос Филипидис от Маловище, учител в Кавала и Йоанис Аргиропулос, лекар от Клисура в сътрудничество с гръцкия силогос в Костур, митрополията и гръцкото консулство в Битоля. Първоначални членове са също така Йоанис Сьомос и Йоанис Вузас от Костур, Константин Чулков от Горенци, търговците Йоанис Бутарис, Михаил и Анастасиос Цирлис от Невеска и Йоанис Говедарос, по-късно президент на революционното правителство на Елимия при Гръцкото въстание в 1878 година, Томас Пасхидис от Епир, Аргириос Вузас, лекар в Лерин, Николаос Тутундзис, Василиос и Николаос Орологопулос Редзис и Апостолос Сахинис. В 1878 година е привлечен Михаил Сапкас. Членове на Етерията са и българи и власи – Даме Кусев от Прилеп, както и власите Вретовци и други прилепчани.
По-късно името на организацията е сменено на Неа Филики Етерия (Нова Филики Етерия) и целта на организацията е всеобщо въстание на гърците в Македония, координирано с Критското въстание. Дейността на организацията обхмаща Кожани, Гревена, Костур, Охрид, Лерин и Битоля и особено Мариово – провъзгласено за Свободна Гърция. Основните дейци на тази активност са П. Лятос, Наум Киров от Желево, А. Кордистас и Гилас от Невеска, Никола и Стефан Николов от Бесвина, Николаос Пинис (Коле Пинис) от Негован, Наум Орлов (Наум Орлинис) от Косинец и заместникът му Найдо, Аркудас, Яресис, Андреу, Карагуоргис и Мантопулос.